# Gihachiro Okuyama
Pour les articles homonymes, voir Okuyama.
Gihachiro Okuyama (奥山 儀八郎, Okuyama Gihachirō, 17 février 1907 – 1er octobre 1981) était un artiste commercial et graveur sur bois japonais du XXe siècle. Il était un artiste prolifique des styles shin-hanga et sōsaku-hanga. Okuyama est réputé pour ses impressions de paysages, en couleur et en noir et blanc, ainsi que pour ses estampes simples de scènes mêlant des éléments de la modernisation du Japon à une vision plus traditionnelle.

## Biographie
Gihachiro Okuyama est né le 17 février 1907 à Sagae, dans la Préfecture de Yamagata, dans la région du Tohoku.
Okuyama étudie la gravure avec Gajin Kosaka à partir de 1923 et avec le célèbre artiste Kendo Ishii. Il commence à exposer des estampes avec l'association Nihon Sosaku Hanga en 1927.
Il commence sa carrière comme artiste dans les années 1920, en tant qu'artiste commercial en créant des œuvres publicitaires pour de nombreuses sociétés différentes puis fondant sa propre société de publicité en 1931. Il a créé des œuvres commerciales à succès pour la Japan Wool Company et Nikka Whiskey.
En parallèle, Okuyama produit également des œuvres en prenant par aux mouvement du sōsaku-hanga et du shin-hanga.
Pendant la Seconde Guerre mondiale, il est membre du Nihon Hanga Hokokai. une organisation créée pour assurer l'accès au matériel de production pour les artistes hanga pendant la guerre. Après la fin de la guerre, il créa le Nihon Hanga Kenkyusho pour permettre aux artistes hanga de publier et de commercialiser leurs œuvres.
Gihachiro Okuyama meurt le 1er octobre 1981.

## Style
Okuyama était un artiste extrêmement prolifique, ayant créé plus de 1000 œuvres au cours de sa vie. Il exécutait tout aussi bien des œuvres de style shin-hanga que des œuvres sōsaku-hanga. Ses œuvres de shin-hanga sont conformes à celles d’autres artistes de ce style, avec des couleurs évocatrices et des dégradés lisses donnant à la composition profondeur et réalisme. Ses œuvres sosaku hanga sont intentionnellement rustiques, soit en noir et blanc, soit en une palette de couleurs limitée. Ces œuvres présentent souvent des intrusions technologiques modernes, telles que des ponts en treillis métalliques ou des pylônes de transmission électriques, créant une juxtaposition de l’occidentalisation sur les scènes rurales japonaises.